# Khairagarh
Khairagarh è una suddivisione dell'India, classificata come nagar panchayat, di 15.149 abitanti, situata nel distretto di Rajnandgaon, nello stato federato del Chhattisgarh. In base al numero di abitanti la città rientra nella classe IV (da 10.000 a 19.999 persone).

## Geografia fisica
La città è situata a 21° 25' 0 N e 80° 58' 0 E e ha un'altitudine di 306 m s.l.m..

## Società

### Evoluzione demografica
Al censimento del 2001 la popolazione di Khairagarh assommava a 15.149 persone, delle quali 7.684 maschi e 7.465 femmine. I bambini di età inferiore o uguale ai sei anni assommavano a 1.897, dei quali 907 maschi e 990 femmine. Infine, coloro che erano in grado di saper almeno leggere e scrivere erano 11.012, dei quali 6.225 maschi e 4.787 femmine.